# Clubiona vigil
Clubiona vigil este o specie de păianjeni din genul Clubiona, familia Clubionidae, descrisă de Karsch, 1879. Conform Catalogue of Life specia Clubiona vigil nu are subspecii cunoscute.